# Macierz jednostkowa

Wersory z bazy kanonicznej na płaszczyźnie, reprezentowane przez – macierz jednostkową wymiaru 2

Macierz jednostkowa, inaczej identycznościowa, tożsamościowa – macierz kwadratowa, której współczynniki są określone wzorami:
{\displaystyle a_{ij}={\begin{cases}1\quad {\text{dla}}\quad i=j\\[2pt]0\quad {\text{dla}}\quad i\neq j\end{cases}}.}
Skrótowo: {\displaystyle a_{ij}=\delta _{ij},} gdzie {\displaystyle \delta _{ij}} to symbol Kroneckera. Obrazowo: na głównej przekątnej macierzy jednostkowej są same jedynki, a reszta jest wypełniona zerami.
Macierz jednostkową zwykle oznacza się symbolem {\displaystyle I.} Dla podkreślenia stopnia (wymiaru) macierzy pisze się też {\displaystyle I_{n},} gdzie {\displaystyle n} jest liczbą naturalną (oznaczającą liczbę wierszy i kolumn). Inne oznaczenia to {\displaystyle E} i {\displaystyle E_{n}}.
Macierz jednostkowa reprezentuje wersory z bazy standardowej danej skończenie wymiarowej przestrzeni liniowej, np. przestrzeni euklidesowej: {\displaystyle I_{n}=[{\vec {e}}_{1}\ {\vec {e}}_{2}\dots \ {\vec {e}}_{n}].} Oprócz tego macierz jednostkowa reprezentuje tożsamościowe odwzorowanie liniowe.

## Przykłady
{\displaystyle I_{1}={\begin{bmatrix}1\end{bmatrix}},\;I_{2}={\begin{bmatrix}1&0\\0&1\end{bmatrix}},\;I_{3}={\begin{bmatrix}1&0&0\\0&1&0\\0&0&1\end{bmatrix}},\;\dots ,\;I_{n}={\begin{bmatrix}1&0&\ldots &0\\0&1&\ldots &0\\\vdots &\vdots &\ddots &\vdots \\0&0&\ldots &1\end{bmatrix}}}

## Własności

### Własności układu wektorów
- Macierz jednostkowa wymiaru {\displaystyle n} ma rząd równy {\displaystyle n,} ponieważ parami różne wersory (jej kolumny) są liniowo niezależne. {\displaystyle {\text{rz}}\ I_{n}=n}[1][2]. To samo dotyczy każdej innej niezerowej macierzy skalarnej i każdej innej macierzy diagonalnej niezawierającej zer na głównej przekątnej.

- Jej wyznacznik jest równy 1. {\displaystyle \det \ I=|I|=1.} Jeśli wyznacznik jest zdefiniowany geometrycznie (zorientowana miara układu wektorów, np. zorientowane pole równoległoboku lub zorientowana objętość równoległościanu), to wynika to wprost z definicji. Jeśli wyznacznik jest definiowany aksjomatycznie (zwłaszcza nad ciałami innymi niż liczby rzeczywiste), to wartość 1 dla macierzy jednostkowej jest jednym z aksjomatów (jedną z definiujących cech)[6].

- Jest równa swojej macierzy dopełnień algebraicznych i swojej macierzy dołączonej: {\displaystyle I^{D}=I.}

### Własności odwzorowania liniowego
Własności ogólne
- Macierz jednostkowa reprezentuje identyczność[5], dlatego przemnożenie jej przez dowolny wektor (kolumnowy) daje ten sam wektor. {\displaystyle \forall {\vec {v}}\in \mathbb {K} ^{n}:I_{n}{\vec {v}}={\vec {v}}.}

To samo dotyczy wektorów wierszowych (kowektorów). {\displaystyle \forall \varphi \in (\mathbb {K} ^{n})^{*}:\varphi I_{n}=\varphi .}
- Obrazem odwzorowania tożsamościowego jest cała przestrzeń, a jądrem – wektor zerowy. Innymi słowy jądro jest trywialne. {\displaystyle {\text{im}}\ I_{n}=\mathbb {K} ^{n},\ker \ I_{n}=\{{\vec {0}}\}.}

Własności mnożenia
- Macierze można mnożyć nie tylko przez wektory (kolumny) i kowektory (wiersze). Mnożenie macierzy odpowiada składaniu odwzorowań liniowych. Iloczyn (lewo- lub prawostronny) dowolnej macierzy kwadratowej przez macierz jednostkową daje w wyniku tę pierwszą: {\displaystyle IA=AI=A}[2].

Macierz jednostkowa jest zatem elementem neutralnym pierścienia macierzy określonego stopnia. Równoważnie: reprezentuje jedynkę pierścienia endomorfizmów danej przestrzeni liniowej. Jest też jedynką pełnej grupy liniowej i jej wszystkich podgrup.
Bycie elementem neutralnym mnożenia można też przyjąć za definicję macierzy jednostkowej. Odpowiednie równania jednoznacznie wyznaczają jej elementy.
- W szczególności: macierz jednostkowa jako identyczność komutuje ze wszystkimi elementami odpowiednich pierścieni i grup[2]. {\displaystyle [I,A]=O} dla pierścieni oraz {\displaystyle [I,A]=I} dla grup, gdzie {\displaystyle O} jest kwadratową macierzą zerową.

- Jako element neutralny mnożenia (składania) jest równa swojej macierzy odwrotnej: {\displaystyle I^{-1}=I.} Innymi słowy jest przykładem inwolucji. Odwracanie jest możliwe, ponieważ spełnione są 3 równoważne warunki: rząd jest maksymalny {\displaystyle (n),} wyznacznik jest niezerowy, a jądro jest trywialne.

- Jako element neutralny jest mnożenia (składania) równa swojemu kwadratowi i przez to wszystkim swoim potęgom (iteracjom): {\displaystyle I^{2}=I\Rightarrow \forall p\in \mathbb {N} :I^{p}=I.} Innymi słowy jest idempotentna, czyli jest rzutem. W połączeniu z poprzednim faktem (inwolutywnością): wszystkie iteracje całkowite (nie tylko naturalne) są identyczne. Podany wzór zachodzi dla dowolnego wykładnika {\displaystyle p} całkowitego {\displaystyle (\forall p\in \mathbb {Z} ).}

- Powyższa własność bardzo upraszcza obliczanie wielomianów od macierzy. {\displaystyle p(I)=Ip(1),} podobnie jak dla każdego rzutu (idempotentu). To uproszczenie rozciąga się również na nieskończone szeregi potęgowe, np. szereg Taylora. Dzięki nim można definiować różne funkcje na macierzach, m.in. eksponens. Zachodzi {\displaystyle e^{I}=eI} – wynikiem funkcji jest zwykłe przeskalowanie. Podobnie jest dla innych rzutów oraz dla macierzy skalarnych, ale przy tych ostatnich – z innym czynnikiem skali.

- Macierz kwadratową {\displaystyle A} wymiaru {\displaystyle n} można mnożyć nie tylko przez inne macierze kwadratowe tego samego wymiaru. Aby mnożenie {\displaystyle A} przez inną macierz {\displaystyle M} było wykonalne, potrzeba i wystarcza, aby jeden z wymiarów macierzy {\displaystyle M} wynosił {\displaystyle n.} Innymi słowy: dla każdego {\displaystyle m\in \mathbb {N} } wykonalne są działania {\displaystyle A_{n}B_{n\times m}} i {\displaystyle C_{m\times n}A_{n}.} W szczególności: kiedy ta macierz kwadratowa jest jednostkowa, czyli {\displaystyle A_{n}=I_{n},} to taki iloczyn zawsze zwraca pozostałą, niekoniecznie kwadratową macierz: {\displaystyle IB=B,CI=C.}

- Macierze kwadratowe można pierwiastkować. Pierwiastek kwadratowy z macierzy jednostkowej {\displaystyle I} można oznaczyć przez {\displaystyle I^{1/2}} i zdefiniować równaniem: {\displaystyle (I^{1/2})^{2}=I.} Dla przypadku 2-wymiarowego to równanie jest spełnione przez macierze postaci:

{\displaystyle I_{2}^{1/2}={\begin{bmatrix}d&{\frac {1-d^{2}}{c}}\\c&-d\end{bmatrix}}}
oraz przez ich transpozycje, dla dowolnych liczb {\displaystyle d,c}.
Własności diagonalizacji
- Wektorem własnym odwzorowania tożsamościowego (i przez to macierzy jednostkowej) jest każdy wektor: {\displaystyle I{\vec {v}}=1\cdot {\vec {v}}.} Odpowiednią przestrzenią własną jest cała rozważana przestrzeń liniowa. Ta sama własność dotyczy wszystkich innych niezerowych macierzy skalarnych. Dla macierzy jednostkowej jedyną wartością własną jest 1 – ta liczba to całe widmo macierzy (spektrum).

- Macierz jednostkowa jest przez to diagonalizowalna: w sposób dość trywialny, bo jest z definicji diagonalna.

- Wielomian charakterystyczny macierzy jednostkowej jest dość prosty, ponieważ ma tylko jeden pierwiastek (równy 1). Jego krotność jest równa wymiarowi rozważanej przestrzeni i macierzy. {\displaystyle p_{I}(\lambda )=(\lambda -1)^{n}}[a]. Wielomian minimalny to w tym wypadku funkcja liniowa: {\displaystyle \mu _{I}(\lambda )=\lambda -1.} Analogicznie jest dla każdej niezerowej macierzy skalarnej.

- Ślad macierzy jednostkowej (i odwzorowania tożsamościowego) jest równy wymiarowi przestrzeni oraz macierzy. {\displaystyle {\text{tr}}\ I_{n}=n.}

### Własności związane z iloczynami skalarnymi
- Macierz jednostkowa jest macierzą symetryczną, czyli równą swojej transpozycji: {\displaystyle I^{T}=I.} Odpowiadające jej przekształcenie tożsamościowe {\displaystyle (id)} jest reprezentowane przez tę samą macierz co jego odwzorowanie dualne: {\displaystyle [id]=[id^{*}].} Zachodzi tożsamość {\displaystyle \langle Iu,v\rangle =\langle u,Iv\rangle ,} gdzie {\displaystyle \langle \cdot ,\cdot \rangle } to iloczyn skalarny, a {\displaystyle u,v} to wektory odpowiedniej przestrzeni.

- Jako macierz symetryczna ma same rzeczywiste wartości własne, które wspomniano wyżej (równe 1). Jest macierzą dodatnio określoną – jej wartości własne są dodatnie, a zadana forma kwadratowa jest dodatnio określona. Jest nią zwykły kwadrat modułu wektora. Zadaną formą dwuliniową, symetryczną i dodatnio określoną jest „zwykły” euklidesowy iloczyn skalarny.

- Jako macierz symetryczna (nad ciałem liczb rzeczywistych) jest też automatycznie hermitowska nad ciałem liczb zespolonych, w kontekście półtoraliniowego iloczynu skalarnego. {\displaystyle I^{\dagger }=I.}

- Jako macierz diagonalna spełnia warunki antysymetrii dla wyrazów pozadiagonalnych: {\displaystyle i\neq j\Rightarrow a_{ij}=-a_{ij}=0.} Mimo to nie jest macierzą antysymetryczną, bo jej wyrazy diagonalne są niezerowe: {\displaystyle \exists i\in \{1,\dots ,n\}:a_{ii}\neq 0.}

- Macierz jednostkowa jest jednocześnie ortogonalna: jej kolumny (oraz wiersze) są parami ortogonalne (prostopadłe), a w dodatku tworzą układ ortonormalny: {\displaystyle {\vec {e}}_{i}\cdot {\vec {e}}_{j}=\delta _{ij}.} Jej macierz odwrotna jest równa transpozycji: {\displaystyle I^{-1}=I^{T}=I.} Zachowuje rzeczywisty iloczyn skalarny: {\displaystyle \langle Iu,Iv\rangle =\langle u,v\rangle .}

- Jako macierz ortogonalna jest też automatycznie unitarna. {\displaystyle I^{-1}=I^{\dagger }=I.} Półtoraliniowy zespolony iloczyn skalarny również jest zachowany.

## Uogólnienia
Macierz jednostkowa jest szczególnym przypadkiem macierzy skalarnej, a przez to: macierzy diagonalnej:
{\displaystyle I_{n}=\operatorname {diag} (1,1,\dots ,1).}
Przez to jest też szczególnym przypadkiem macierzy trójkątnej i macierzy schodkowej. Niezależnie od tego, jako macierzy diagonalna jest szczególnym przykładem macierzy wstęgowej i ma postać kanoniczną Jordana. Można ją też zaliczać do macierzy operacji elementarnych.
Jedynki i zera w macierzy jednostkowej nie muszą być koniecznie liczbami całkowitymi. To wyróżnione elementy ciała {\displaystyle \mathbb {K} ,} nad którym zdefiniowano macierz i odpowiednią przestrzeń liniową {\displaystyle \mathbb {K} ^{n},} do której należą kolumny i wiersze macierzy. Przykładowo 1 i 0 mogą oznaczać funkcje stałe lub reszty z dzielenia (elementy ciał skończonych). Przestrzenie liniowe nad ciałami uogólniają się na moduły nad pierścieniami z jedynką, dlatego elementy macierzy jednostkowej mogą należeć do odpowiedniego pierścienia.